# Jardín Botánico de Turku
El Jardín Botánico de la Universidad de Turku (en finés Turun yliopiston kasvitieteellinen puutarha), es un jardín botánico con 21 ha de extensión, de los cuales 10 hectáreas son de terreno natural preservado y 7 hectáreas de arboreto. 
Se encuentra localizado en las afueras de Turku en Ruissalo (Finlandia), gestionado por la Universidad de Turku, constituyendo parte integrante del departamento de Biología de esta universidad. 
Es miembro del BGCI, y su código de identificación internacional como institución botánica, así como las siglas de su herbario es TUR.

## Localización

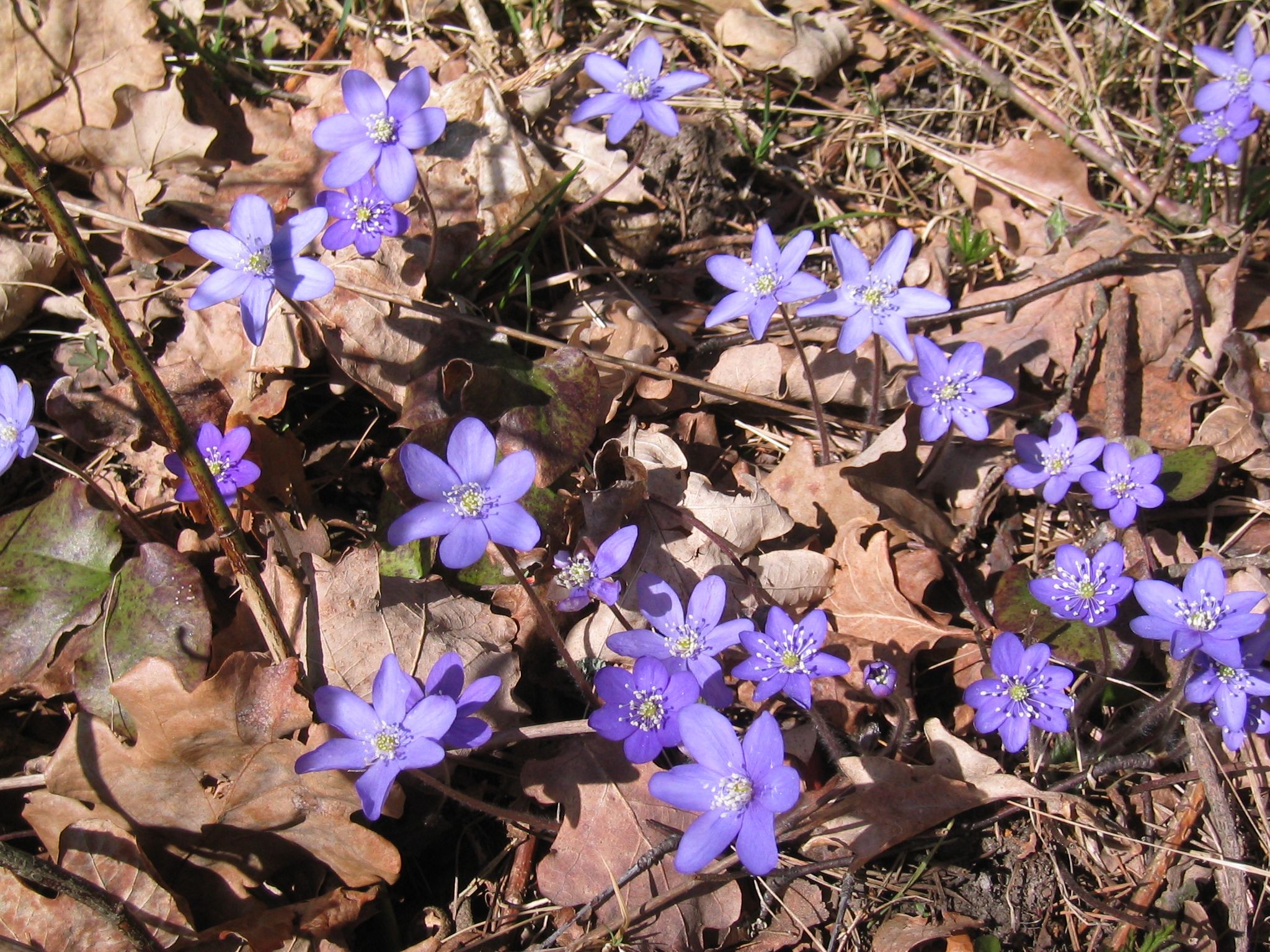
Flores de Hepatica nobilis en Ruissalo.

El jardín botánico se encuentra en medio del bosque de robles que existe en la isla de Ruissalo, haciendo de este lugar un sitio muy popular para las meriendas en el campo. 
Desde aquí es fácil de enlazar con los caminos verdes de esparcimiento de la ciudad de Turku.

## Historia
En sus inicios en 1924, se instaló en la finca Iso-Heikkilä, situado en el centro de la ciudad de Turku. El jardín botánico se trasladó a su emplazamiento actual en el verano de 1956. 
Actualmente el área cultivada intensivamente cubre unas seis hectáreas. El paisaje se caracteriza por un bosque de robles, prados y un rosario de tres estanques artificiales de lirios acuáticos. 

## Colecciones
Casi todas las plantas que se cultivan en este jardín son de semillas de intercambio con unos 500 jardines en 113 países de todo el mundo.
Hay una extensa y variada colección de plantas vivas en este jardín botánico que se aproxima a las 6000 especies de plantas y cultivares siendo frecuentes las visitas de escolares, de instituciones educativas y del público en general. 
En este jardín hay seis invernaderos diferentes cada uno especializado en diferentes áreas climáticas cálidas del mundo, con tanto fósiles vivientes de plantas como los modernos cultivares de plantas de valor decorativo y económico, obtenidos con los últimos métodos de cultivo. 
En su interior hay una zona de 10 hectáreas de vegetación natural preservada.

## Equipamientos
- Tiendas de regalos, semillas.
- Oficinas
- Sala de reuniones
- Laboratorios.

El actual edificio principal con unos 2800 m² con los nuevos invernaderos, zona administrativa y zonas públicas, fue completado en 1998. 